# Der Schneemann
Der Schneemann, també conegut com L'home de neu, Home de neu en juliol o L'home de neu màgic, és una pel·lícula d'animació creada a Alemanya el 1944. El guió va ser escrit per Von Möllendorff i va ser animada i dirigida per Hans Fischerkoesen. Es va realitzar a Potsdam, Alemanya, prop del Neubabelsberg Studios d'Universum Film AG.

## Trama
La neu cau en el ninot de neu per formar una forma de cor en ell. El ninot de neu es desperta i comença a fer malabarismes amb la neu. Un gos el comença a empaitar i li fa una mossegada. El gos llavors llança neu al ninot però aquesat només farceix el tros mossegat. Finalment el gos marxa.
El ninot comença a patinar en gel però fracassa i trontolla, desfent-se en part. Però finalment cau turó avall i es torna a formar.
Aleshores el personatge es posa a dormir, quan un conill intenta robar el seu nas de pastanagues, cosa que aconsegueix evitar. Finalment el ninot s'aixeca, entra a una casa i troba un calendari. Al vore al calendari el mes de juliol, es fica dins de la nevera per tal de poder veure l'estiu.
Mentre el ninot dorm a la nevera, el sol fa fondre la neu i plena l'exterior de color.
El ninot es desperta en juliol. S'enganxa a la nevera, ajusta el termòstat i espera. Deixa la nevera i busca els senyals de l'estiu a través de la finestra. Abraça l'estiu i inspira el perfum de les flors. Posa una rosa rosa en el seu capell i roda als camps.
Finalment es fon sota la calor del sol. El ninot comença a cantar "Da ist der Sommer meines Lebens..." (És l'estiu de la meva vida) i es converteix en aigua. Aquestes són úniques paraules parlades a la pel·lícula. El conill plora la seva pèrdua mentre els nens del conill salten al barret del ninot de neu, mentre el conill llança cap amunt la pastanaga del ninot i hi pega una mossegada.